# Susan Wild
Pour les articles homonymes, voir Wild.
Susan Ellis Wild, née le 7 juin 1957 à Erbenheim, en Allemagne, est une femme politique américaine. Membre du Parti démocrate, elle est élue à la Chambre des représentants de 2018 à 2025.

## Biographie
Susan Ellis est la fille de Norman Leith Ellis et Susan Stimus, journaliste. Son père sert dans l'armée de l'air pendant la Seconde Guerre mondiale et la guerre de Corée. Elle naît sur la base aérienne de Wiesbaden-Erbenheim, en Allemagne de l'Ouest, où son père est alors stationné. Elle vit ensuite en France puis aux États-Unis, notamment en Californie, au Nouveau-Mexique et à Washington.
En 1978, elle est diplômée de l'American University.
Membre du Parti démocrate, elle est élue pour représenter la Pennsylvanie à la Chambre des représentants des États-Unis en novembre 2018, elle est réélue le 3 novembre 2020 et le 8 novembre 2022. Candidate à un nouveau mandat en novembre 2024, elle est battue par le républicain Ryan Mackenzie.